# Tatiana Alves Dos Santos
Tatiana Alves dos Santos (ur. 19 czerwca 1978 w Belo Horizonte) – brazylijska siatkarka, reprezentantka kraju, mierząca 183 cm wzrostu. Grała w Zarjeczju Odincowo i Vakıfbank Güneş Sigorta Stambuł.
Kluby:
- Zarjeczje Odincowo
- Vakıfbank Güneş Sigorta Stambuł